# Feaella anderseni
Feaella anderseni är en spindeldjursart som beskrevs av Harvey 1989. Feaella anderseni ingår i släktet Feaella och familjen Feaellidae. Inga underarter finns listade i Catalogue of Life.